# 台湾工友総聯盟

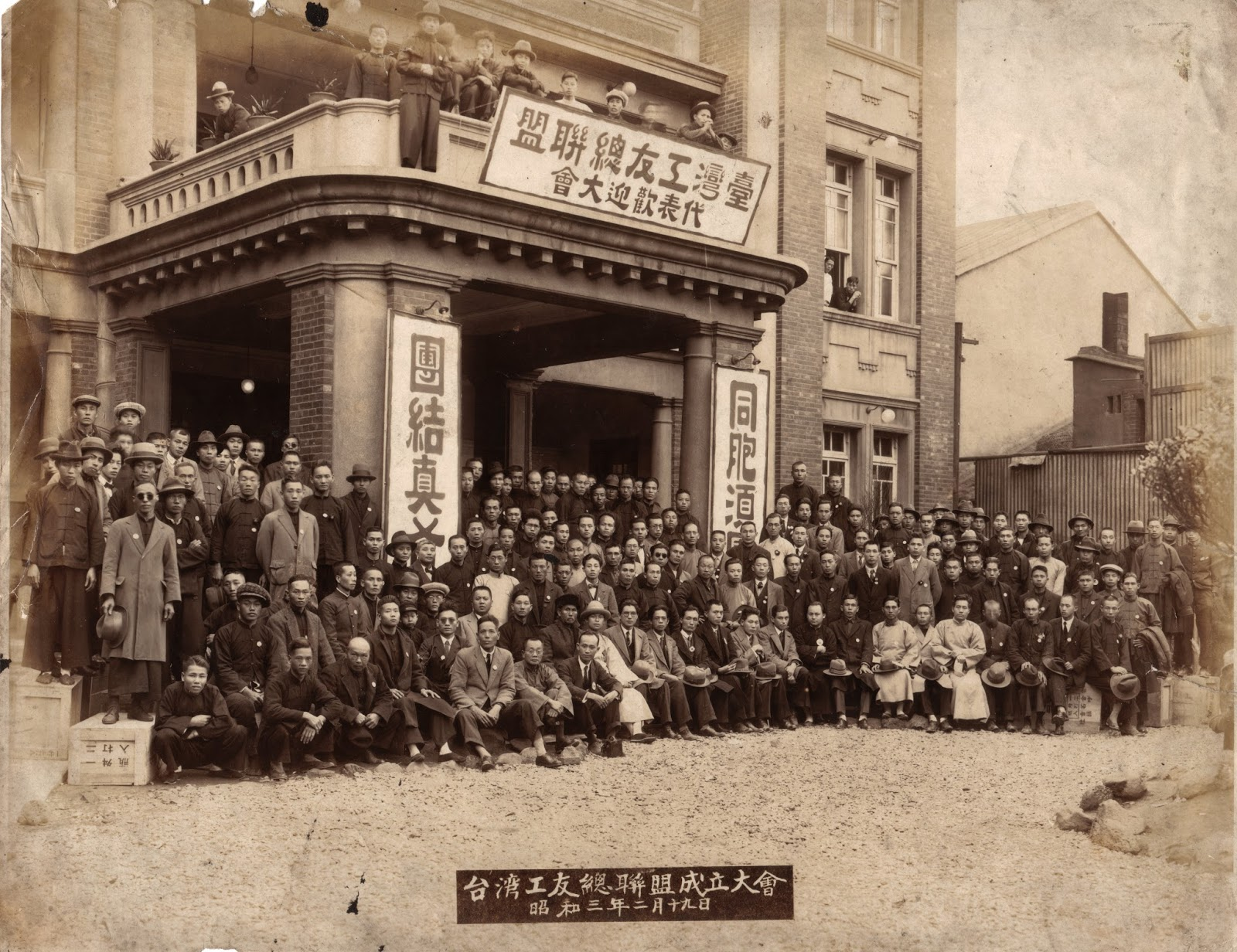
台湾工友総聯盟代表歓迎会

台湾工友総連盟（たいわんこうゆうそうれんめい）とは、日本統治時代の台湾における1928年（昭和3年）2月9日に台北において設立大会を開いた台湾全島を一つにした労働組合である。

## 背景
1925年（大正14年）に発生した「二林事件」以来、台湾の農民運動が盛んになっていた。この二林事件の法廷弁論のため、麻生久や布施辰治らの労働運動家が台湾に渡った。これを機に台湾各地に工業労働者の組合である工友会が誕生していた。加えて当時中国がまさに第一次国共合作の最中であり、マルクス主義の労働者、農民運動が盛んになっていた。1927年（昭和2年）7月「台湾民衆党」の幹部である蔣渭水が台湾各地を巡回し、講演会や座談会を行い、労働団体の設立を促していた。

## 成立と活動
1928年2月19日の設立時の加盟団体数は29団体であり、その総会員数は6367名だった。連盟の趣旨は、労働者、店員の利益を求め、生活を改善することであった。総連盟設立から1年もたたないうちに40余りの加盟団体と総会員数1万人あまりに成長している。1年間に19ものストライキを発動し、なかでも有名なのは、1928年5月に高雄機械工友会が指導した「浅野セメント工場」のストライキである。1931年（昭和6年）の「台湾民衆党」の禁止と、蔣渭水の死去により次第に活力を失っていった。